# Nguyễn Thị Nga (doanh nhân)
Nguyễn Thị Nga (sinh ngày 17 tháng 8 năm 1955 tại Hà Nội) là doanh nhân người Việt Nam. Bà hiện là Chủ tịch Hội đồng quản trị Tập đoàn BRG, phó Chủ tịch Hội đồng quản trị Ngân hàng TMCP Đông Nam Á (SeAbank),  nguyên Chủ tịch HĐQT CTCP Intimex Việt Nam. Theo Forbes mảng kinh doanh nhiều sân golf, bất động sản...đã đem lại mức doanh thu cho bà khoảng 435 triệu USD vào 2013.

## Tiểu sử
Bà Nga có bằng Cử nhân Kinh tế tại Đại học Kinh tế Quốc dân. Ngoài ra bà đã từng học nhiều lớp kinh tế ở Pháp, Đức, Nhật Bản, Úc, đồng thời là người Việt Nam đầu tiên được mời học ở George Town (Mỹ) do quỹ tài trợ của bà Hillary Clinton, phu nhân cựu tổng thống Bill Clinton, dành riêng cho các nhà lãnh đạo tập đoàn kinh tế.

## Sự nghiệp
- 1994: Thành lập Ngân hàng SeABank

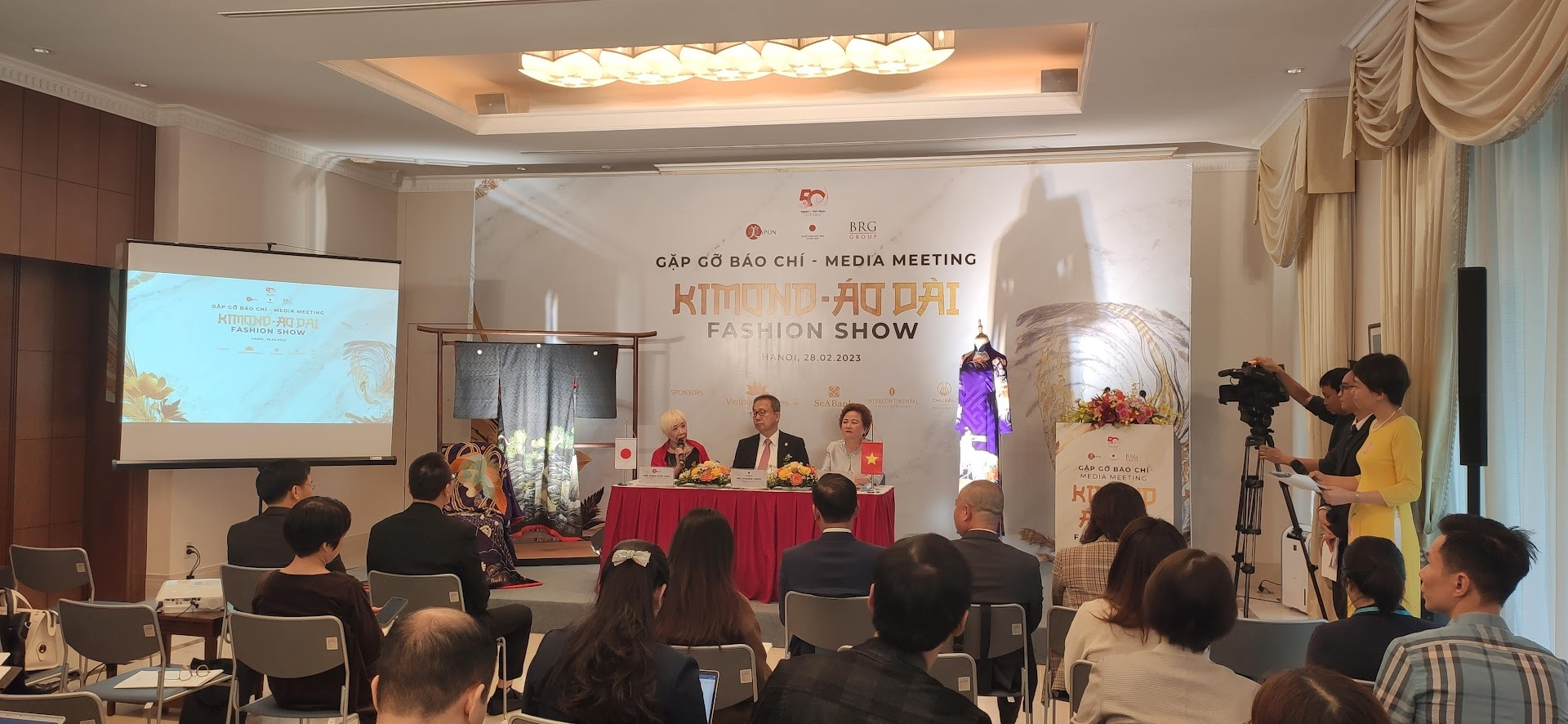
Nguyễn Thị Nga (ngoài cùng bên phải) tại Họp báo giới thiệu chương trình Kimono Aodai Fashion Show, tháng 2 năm 2023

- Từ năm 2002 đến năm 2005: Phó Chủ tịch của Techcombank
- Từ năm 2005 đến năm 2006: Chủ tịch của Techcombank
- Từ năm 2007: Chủ tịch của Seabank
- Từ năm 2007: Bà Nga cũng là người đứng đầu của Tập đoàn BRG, năm 2018 có 16 ngàn nhân viên, một tập đoàn chuyên về đầu tư bất động sản, sân golf như sân golf Đồng Mô, sân golf Sóc Sơn, Khách sạn 5 sao Hilton Hanoi Opera, Khách sạn Sông Nhuệ
- 2009: Chủ tịch của CTCP Intimex
- 2009: Thành lập Tập đoàn BRG
- 2012: mua đứt khách sạn Hilton Hà Nội Opera
- 2015: Phó chủ tịch CTCP Du lịch Dịch vụ Hà Nội

Nguyễn Thị Nga là cổ đông của Techcombank từ năm 2000, và được bầu vào Hội đồng Quản trị Techcombank năm 2002, giữ chức vụ Phó chủ tịch, rồi Phó chủ tịch thứ nhất ngân hàng này. năm 2004, bà Nga nắm chức Chủ tịch Hội đồng Quản trị Techcombank, thay ông Lê Kiên Thành
Bà Nga còn làm Chủ tịch kiêm Tổng giám đốc Công ty TNHH Thung lũng Vua, từ đó bà xây dựng BRG, một tập đoàn sở hữu cổ phần trong lĩnh vực tài chính, ngân hàng, sân golf, khách sạn. Tập đoàn BRG gồm có các đơn vị thành viên: SeABank, sân golf quốc tế Đảo Vua - Kings’ Island Golf Resort (Sơn Tây, Hà Nội), khu nghỉ dưỡng ven biển và sân golf quốc tế Đồ Sơn Seaside Golf Resort (Hải Phòng), Legend Hill Golf Resort (Sóc Sơn, Hà Nội), khu vui chơi giải trí thể thao và sân golf quốc tế Legend Hill (Legend Hill Golf Resort), khách sạn Hilton Hanoi Opera, khách sạn Hilton Garden Inn,...
Bà cũng là Chủ tịch HĐQT CTCP Intimex Việt Nam từ năm 2009.

## Gia đình
- Chồng: Lê Hữu Báu, thành viên Hội đồng quản trị SeABank từ ngày 26 tháng 4 năm 2013[6]; Tổng giám đốc Tập đoàn BRG.
- Con trai: Lê Tuấn Anh, Phó Chủ tịch Hội đồng quản trị SeABank từ ngày 11 tháng 4 năm 2018[7][8]
- Con gái: Lê Thu Thủy, sinh ngày 7 tháng 9 năm 1983, được bổ nhiệm chức vụ Tổng giám đốc Ngân hàng SeABank từ ngày 10 tháng 5 năm 2018.[9][10]